# Rico Bulthuis
Rico Bulthuis (Den Haag, 27 augustus 1911 – Zutphen, 4 oktober 2009) was een Nederlandse schrijver van merendeels psychologische thrillers en detectiveromans; poppenspeler, illustrator, fotograaf, ambtenaar en kunstcriticus. Bulthuis publiceerde ook onder het pseudoniem Hans Guignoly. Hij was de zoon van schrijver H.J. Bulthuis en de vader van actrice Sacha Bulthuis.

## Biografische schets
Bulthuis was reclamedeskundige en portretfotograaf, en werd na de Tweede Wereldoorlog recensent en kunstcriticus bij de Haagsche Courant. Zijn eerste roman publiceerde hij in 1946. Zijn werk De Koorddansers werd in 1985 bekroond met de Literaire Witte Prijs.
Een ander onderwerp dat de aandacht van Bulthuis had, was het occulte. Hij werkte in de jaren dertig enige tijd voor een waarzegster, welke ervaringen hij verwerkte in het boek Madame Clazina Rooselinde, Clairvoyante. Naar eigen zeggen overigens een flutboek, dat hij vervolgens nooit meer inkeek.
Tijdens de oorlog ontmoette Bulthuis Paula Dietz, met wie hij in het huwelijk trad. Zij was de dochter van zenuwarts en parapsycholoog Paul Dietz. Via Dietz kwam Bulthuis in contact met andere parapsychologen, waaronder Wilhelm Tenhaeff aan wie hij weinig goede herinneringen had. Tenhaeff was een pupil van Dietz, maar werd door Bulthuis als eerzuchtig en zelfs als een kwalijk mens omschreven. Via een Deense kennis kreeg hij enkele boeken over astrologie, een onderwerp waar hij vervolgens zelf over schreef.
Bulthuis woonde aan het eind van zijn leven in Zutphen met zijn tweede vrouw Anneke de Veer. Hij was Ridder in de Orde van Oranje-Nassau.
Rico Bulthuis was getrouwd met Paula Dietz. Hun dochter Sacha Bulthuis, een bekend actrice, overleed enkele dagen na haar vader. Twee kleinkinderen zijn eveneens acteur geworden: Aus Greidanus jr. en Pauline Greidanus.

## Werken
- Illusie (1923)
- Diederiks droeve dood (1933)
- Lied zonder naam (1935)
- Grotesken (1938)
- Het glazen masker (1940)
- Het geschaakte koren (1944)
- Fred Fernandes keert terug (1946)
- Het andere verleden (1947, in 1963 verfilmd als 'De vergeten medeminnaar')
- De schim van Joyce Herfst (1948)
- Poppentheater (1948)
- Astrologie (1949)
- Nocturne der zeven spinnen of Een kus van Florette (1949)
- De misdaad van Richard Ros (1950)
- Edmond de Wilde en de werkelijkheid (1950)
- De klokkenmaker van Budapest (1952)
- De schildwacht en de roos (1952)
- Feest voor Pauline (1952)
- De kat kwam weer (1953)
- Johan Fabricius (1959)
- Bruiloft op het Binnenhof (1960)
- Piet Heyn (1963)
- Het maagdenspel (1964)
- Siegfried E. van Praag (1969)
- De dagen na donderdag (1975)
- Het kind dat mee moest spelen (1978)
- De koorddansers en andere herinneringen (1985)
- Herinneringen aan Alexandre A. M. Stols (1994)

## Prijs
- 1985:  Littéraire Witte Prijs

- Biografisch Portaal: 86453268
- Digitale Bibliotheek voor de Nederlandse Letteren: bult007
- Gemeinsame Normdatei: 137373759
- International Standard Name Identifier: 0000 0001 2103 9404
- Library of Congress Control Number: n86132437
- Nederlandse Thesaurus van Auteursnamen: 068458614
- RKD-Nederlands Instituut voor Kunstgeschiedenis: 14011
- Système universitaire de documentation: 13280042X
- Virtual International Authority File: 114647105
- WorldCat: E39PBJtX4BFgrfYVxYgrXjTPwC